# Пустельник (холм)
Пусте́льник (пол. Pustelnik) — холм, находящийся в Кракове, Польша. Второй после Совинца краковский холм по высоте.

## География
Холм находится в северо-западной части холмистой системы под названием «Пасмо-Совиньца» на территории Вольского леса. Высота холма составляет 352 метра.
На западе Пустельник граничит с холмом Остра-Гура. На востоке холм через Пшегожальское ущелье граничит с Сикорником.

## Достопримечательности
На Пустельнике находится Краковский зоопарк.